# Maria Clementina
Maria Clementina é uma banda virtual de música pop criada em Portugal em Junho de 2010. É formada por quatro personagens de animação, alter-egos de músicos profissionais portugueses. Seu som é definido como pertencente ao género fictício "ruralo-pop-inconformado".
O projecto foi criado pela agência de publicidade Brandia Central para promover os refrigerantes B!, marca do grupo Sumol+Compal. Os Maria Clementina não fazem referências directas à marca, nem ao refrigerante; a comunicação passa antes por uma associação ao nome do grupo.
O primeiro EP do conjunto foi lançado em 15 de Junho de 2010, gravado nos estúdios da Valentim de Carvalho em Oeiras. Dele foi retirado o single "Veio a Maria Clementina", tocado nas rádios e distribuído gratuitamente na Internet e na edição n.° 49 da revista Blitz.

## Identidade dos músicos
Sendo certo que os artistas que compõem os Maria Clementina são famosos e conhecidos pelas suas carreiras musicais a solo, a verdade é que parece não haver maneira de confirmar quem eles são, realmente. As opiniões começam a dividir-se pela blogosfera, tendo já sido avançados nomes como Tiago Bettencourt (ex-Toranja), Margarida Pinto (dos Coldfinger), Samuel Úria ou ainda B Fachada. Em Março de 2013, a canção "Veio a Maria Clementina" foi interpretada por Samuel Úria e por Tiago Bettencourt num espectáculo no Coliseu dos Recreios, levando a crer que os dois artistas fariam de facto parte do alinhamento da banda.

## Integrantes
- Raquel Menina - voz
- Juca Pavico - guitarra, piano e voz
- Enrique Mita - banjo, baixo e coros
- Manuel de Malta - bateria, theremin, arranjos e outros

## Discografia

### EP
- Maria Clementina (2010)

1. "Veio a Maria Clementina"
2. "Vou Ser Alguém"
3. "Um Beijo Só"
4. "Sementes da Saudade"

### Singles
- "Veio a Maria Clementina" (Junho de 2010)